# صفوف
صفوف حلويات من المطبخ اللبناني على شكل قطع صغيرة مغطّاة بالسمسم. تحضّر من الدقيق، السكر، الزيت، البايكنغ باودر، السمسم، الزعفران واليانسون الحب. بعض الوصفات تحتوي على الحليب أيضاً.
كما يمكن أن تحضّر بالدبس بحيث يتم استبدال السكر بدبس العنب أو في بعض الحالات بدبس الخروب
تحتوي حصة الصفوف بدبس (100غ تقريباً) على 357 وحدة حرارية وهي غنية بالدهون الغير مشبعة المفيدة صحياً كما أنها غنية المغنيزيوم و المنغنيز.